# Liste der Naturdenkmale in Bad Karlshafen
Die Liste der Naturdenkmale in Bad Karlshafen nennt die auf dem Gebiet der Stadt Bad Karlshafen im Landkreis Kassel in Hessen gelegenen Naturdenkmale. Dies sind gegenwärtig 6 Bäume an 4 Standorten.

## Bäume
| Bild                          | Bezeichnung | Ortsteil, Lage                                 | Beschreibung | Art                | Nr.      |
| ----------------------------- | ----------- | ---------------------------------------------- | --- | ------------------ | -------- |
| mehr Fotos \| Fotos hochladen | 1 Eiche     | Helmarshausen 51° 37′ 26,7″ N, 9° 26′ 6,1″ O   | Stieleiche ca. 1,5 km westlich des Ortsrandes von Helmarshausen. Der beeindruckende Baum steht direkt an der Nordseite der Kreisstraße 72. Deren Asphalt reicht fast bis an die Baumwurzel des Naturdenkmals. In der Ostseite des Stammes zieht sich eine Blitzrinne über dessen gesamte Länge. In der Krone der alten Eiche wurden Sicherungsmaßnahmen durch Seile durchgeführt. Die Krone ist allerdings nur noch in Fragmenten erhalten, sie wurde durch zahlreiche Sägeschnitte verstümmelt. Stammumfang: 7,85 m Höhe: 25 m Pflanzjahr: ca. 1505 OSM-Link zur Kartendarstellung: Alte Eiche bei Helmarshausen | Quercus robur      | 6.33.031 |
| mehr Fotos \| Fotos hochladen | 1 Linde     | Helmarshausen 51° 37′ 49,6″ N, 9° 27′ 17,1″ O  | Sommerlinde am nordwestlichen Ortsrand von Helmarshausen. Die Linde steht auf dem Kirchhof der Evangelischen Stadtkirche, östlich des Kirchengebäudes, an der Poststraße. Stammumfang: 4,15 m Höhe: 32 m Pflanzjahr: ca. 1885 OSM-Link zur Kartendarstellung: Sommerlinde in Helmarshausen | Tilia platyphyllos | 6.33.032 |
| mehr Fotos \| Fotos hochladen | 2 Eichen    | Helmarshausen 51° 37′ 5,2″ N, 9° 25′ 5,1″ O    | Stieleichen ca. 2,5 km südwestlich des Ortsrandes von Helmarshausen. Die beiden Eichen stehen direkt nebeneinander auf einem Grünstreifen ca. 300 m südlich der Kreisstraße 72, nördlich des Höllebachs, neben einem Wirtschaftsweg. Die nördliche Eiche: Stammumfang: 4,20 m Höhe: 22 m Pflanzjahr: ca. 1885 OSM-Link zur Kartendarstellung: die nördliche Eiche bei Helmarshausen Die südliche Eiche: Stammumfang: 4,85 m Höhe: 24 m Pflanzjahr: ca. 1885 OSM-Link zur Kartendarstellung: die südliche Eiche bei Helmarshausen                                                                                  | Quercus robur      | 6.33.033 |
| mehr Fotos \| Fotos hochladen | 2 Eiben     | Bad Karlshafen 51° 38′ 35,6″ N, 9° 27′ 22,4″ O | Eiben am östlichen Rand der Innenstadt von Bad Karlshafen. Die beiden alten Bäume stehen nebeneinander, schwer auffindbar und eingewachsen in einem bewaldeten Hang, zwischen Gallandstraße und C.-D.-Stunz-Weg. Die nördliche Eibe: Stammumfang: 3,35 m Höhe: 15 m Pflanzjahr: ca. 1705 OSM-Link zur Kartendarstellung: die nördliche Eibe in Bad Karlshafen Die südliche Eibe: Stammumfang: 3,15 m Höhe: 15 m Pflanzjahr: ca. 1705 OSM-Link zur Kartendarstellung: die südliche Eibe in Bad Karlshafen | Taxus              | 6.33.035 |

## Belege und Fußnoten
1. ↑  Nach dem amtlichen Kataster der Unteren Naturschutzbehörde des Landkreises Kassel und vor Ort Recherche im April 2017.
2. ↑  Messung 2021-03-06 in h=1,30 m
3. 1 2 3 4 5 6  Angaben zu Höhe und Pflanzjahr nach Rüdiger Germeroth, Horst Koenies, Reiner Kunz: Natürliches Kulturgut - Vergangenheit und Zukunft der Naturdenkmale im Landkreis Kassel. Herausgeber: Kreisausschuss des Landkreises Kassel, Untere Naturschutzbehörde, Wolfhagen, 2005, Anhang "Bäume" S. 186 ff. Das Pflanzjahr wurde über das dort geschätzte Alter und das Erscheinungsjahr (2005) der Publikation zurückgerechnet.
4. ↑  Messung 2017-04-14 in h=1,30 m
5. ↑  Messung 2017-04-14 in h=1,30 m
6. ↑  Messung 2017-04-14 in h=1,30 m
7. ↑  Messung 2017-04-14 in h=1,30 m
8. ↑  Messung 2017-04-14 in h=1,30 m

- Karte mit allen Koordinaten:
- OSM |
- WikiMap